# Phaonia majuscula
Phaonia majuscula este o specie de muște din genul Phaonia, familia Muscidae, descrisă de Fritz Isidore van Emden în anul 1951. Conform Catalogue of Life specia Phaonia majuscula nu are subspecii cunoscute.